# L'Étoile de Morne-à-l'Eau
Maillots
L'Étoile de Morne-à-l'Eau est un club de football basé dans la ville de Morne-à-l'Eau en Guadeloupe.
Le club joue ses matchs à domicile au stade Pierre-Monnerville, doté de 1 000 places.

## Palmarès
- Championnat de Guadeloupe (9) :
  - 1980, 1981, 1982, 1996, 1997, 1998, 2001, 2002, 2007

- Coupe de Guadeloupe (5) :
  - 1977, 1979, 1984, 1985, 2002

- Coupe de France (Zone Guadeloupe) (12) :
  - 1966, 1977, 1982, 1984, 1988, 1992, 1994, 1996, 2000, 2003, 2012, 2022